# Craticulina antachates
Craticulina antachates är en tvåvingeart som först beskrevs av Seguy 1949.  Craticulina antachates ingår i släktet Craticulina och familjen köttflugor.
Artens utbredningsområde är Marocko. Inga underarter finns listade i Catalogue of Life.